# 3027 Shavarsh
3027 Shavarsh eller 1978 PQ2 är en asteroid i huvudbältet som upptäcktes den 8 augusti 1978 av den rysk-sovjetiske astronomen Nikolaj Tjernych vid Krims astrofysiska observatorium på Krim. Den har fått sitt namn efter Shavarsh Karapetyan.
Asteroiden har en diameter på ungefär 13 kilometer och den tillhör asteroidgruppen Misa.